# Piotr Piotrowski
Piotr Piotrowski (ur. 14 czerwca 1952 w Poznaniu, zm. 3 maja 2015 tamże) – polski historyk sztuki, kurator; profesor nauk humanistycznych (2000), od 1995 profesor Uniwersytetu im. Adama Mickiewicza w Poznaniu, w latach 2009–2010 dyrektor Muzeum Narodowego w Warszawie.

## Życiorys
Ukończył studia w Instytucie Historii Sztuki UAM na Wydziale Historycznym. Stopień naukowy doktora uzyskał w 1982, doktora habilitowanego w 1993, profesora w 2000.
W latach 1976–1978 był pracownikiem Instytutu Kulturoznawstwa na Wydziale Nauk Społecznych UAM. Od 1980 pracował w Instytucie Historii Sztuki UAM, gdzie w latach 1996–1999 był zastępcą dyrektora do spraw naukowych, 1999–2008 dyrektorem. Kierownik Zakładu Historii Sztuki Nowoczesnej. W latach 1992–1997, za dyrekcji prof. Konstantego Kalinowskiego, był kuratorem Działu Sztuki Współczesnej Muzeum Narodowego w Poznaniu. 6 lutego 2009 wybrany dyrektorem Muzeum Narodowego w Warszawie. Interesował się głównie sztuką XX w. w Europie Środkowo-Wschodniej, w tym nurtem sztuki krytycznej. Napisał około 300 artykułów naukowych w kraju i zagranicą, był promotorem wielu prac magisterskich i 10 dysertacji doktorskich.
Wiceprzewodniczący Polskiej Sekcji Międzynarodowego Stowarzyszenia Krytyków Sztuki AICA (1997–2003), prezes Oddziału Poznańskiego Stowarzyszenia Historyków Sztuki (1987–1989), Przewodniczący Komisji Historii Sztuki Poznańskiego Towarzystwa Przyjaciół Nauk (1996–1999), członek Rady Programowej Muzeum Sztuki Nowoczesnej w Warszawie (2005–2007), Rady Narodowej Galerii Sztuki Zachęta, Rady Muzeum Narodowego w Poznaniu i in.
Profesor wizytujący w Center for Curatorial Studies Bard College, USA, (2001), Central European University w Budapeszcie (2002), Uniwersytecie Hebrajskim w Jerozolimie (2003). Uzyskał szereg zagranicznych stypendiów naukowych, m.in. w Center for Advanced Study in The Visual Arts w Waszyngtonie (1989–1990), stypendium J. P. Getty'ego na Columbia University w Nowym Jorku (1994), DAAD na Uniwersytecie Humboldtów w Berlinie) (1997), Institute for Advanced Study w Princeton (2000), Collegium Budapest (2005–2006), Clark Art Institute w Williamstown, MA (USA) (2009).
W 1993 otrzymał Nagrodę Krytyki Artystycznej im. Jerzego Stajudy, w 2000 nominację do Nagrody Literackiej Nike za książkę Znaczenia modernizmu, nagrodę im. Jana Długosza (2006) za Awangardę w cieniu Jałty, Nagrodę Ministra Nauki i Szkolnictwa Wyższego (1986, 2006), Nagrodę Prezesa Rady Ministrów za wybitne osiągnięcia naukowe (2007).
W czasie stanu wojennego (1981–1983) był działaczem podziemnego NSZZ „Solidarność”, współredaktorem „Obserwatora Wielkopolskiego”.
Został pochowany na cmentarzu Miłostowo w Poznaniu (aleja zasłużonych).

## Wybrane publikacje
- Metafizyka obrazu. O teorii sztuki i postawie artystycznej Stanisława Ignacego Witkiewicza, Poznań, Wydawnictwo Naukowe UAM, 1985
- Stanisław Ignacy Witkiewicz, Warszawa, KAW, 1989, ISBN 83-03-02573-2
- Dekada. O syndromie lat siedemdziesiątych, kulturze artystycznej, krytyce, sztuce – wybiórczo i subiektywnie, Poznań, Obserwator, 1991, ISBN 83-900292-0-0
- Artysta między rewolucją i reakcją. Studium z zakresu etycznej historii sztuki awangardy rosyjskiej, Poznań, Wydaw. Naukowe UAM, 1993, ISBN 83-232-0592-2 (Seria Historia Sztuki, nr 22)
- Galeria odNOWA 1964-1969 (katalog wystawy), Poznań, Muzeum Narodowe, 1993, ISBN 83-85296-08-5
- Odwilż. Sztuka ok. 1956 r., katalog wystawy, Poznań, Muzeum Narodowe, 1996, ISBN 83-85296-48-5
- W cieniu Duchampa. Notatki nowojorskie, Poznań, Obserwator, 1996, ISBN 83-904027-0-X
- Jarosław Kozłowski – Przestrzenie czasu (katalog wystawy), Poznań, Muzeum Narodowe, 1997, ISBN 83-85296-56-8
- (red.) Zofia Kulik – Od Syberii do Cyberii (katalog wystawy), Poznań, Muzeum Narodowe, 1999, ISBN 83-85296-82-4
- Znaczenia modernizmu. W stronę historii sztuki polskiej po 1945 roku, Poznań, Rebis, 1999, ISBN 83-7120-699-2
- Awangarda w cieniu Jałty. Sztuka w Europie Środkowo-Wschodniej w latach 1945-1989, Poznań, Rebis, 2005, ISBN 83-7301-422-5
- (współred.) Grenzen überwiegend. Festschrift für Adam S. Labuda zum 60. Geburtstag, Berlin, Lukas-Verl., 2006, ISBN 978-3-936872-89-7
- Sztuka według polityki. Od Melancholii do Pasji, Kraków, Universitas, 2007, ISBN 978-83-242-0928-6 (Ars Vetus et Nova, t. 27)
- (comp. by) Writing Central European Art History. Patterns Traveling Lecture Set, Vienna, Erste Stiftung, 2008
- (współred.) "Artium Quaestiones", Poznań, Wyd. Naukowe UAM, ISSN 0239-202X, od t. 8, 1997 (najnowszy t. 19, 2008)
- Muzeum krytyczne, Wyd. Dom Wydawniczy Rebis, Poznań 2011, ISBN 978-83-7510-762-3